# Hafız Süleymanoğlu
Hafız Süleymanoğlu, nato Hafiz Süleymanov (in russo Хафиз Сулейманов?; Sumqayıt, 23 gennaio 1967), è un ex sollevatore sovietico di origine azera naturalizzato turco, campione mondiale ed europeo, che ha gareggiato nelle categorie dei pesi gallo (fino a 56/59 kg.) e dei pesi piuma (fino a 64/62 kg.).

## Carriera
Hafiz Süleymanov cominciò a sollevare pesi all'età di 15 anni nella nativa Sumqayıt, mettendosi in mostra dopo qualche anno nelle categorie giovanili a livello internazionale.
Nel 1989 esordì nella squadra nazionale senior sovietica, partecipando ai Campionati mondiali ed europei di Atene nella categoria dei pesi gallo (fino a 56 kg.) e vincendo subito la medaglia d'oro con 287,5 kg. nel totale.
Nel 1990, dopo che l'Azerbaigian si staccò dall'Unione Sovietica ormai in fase di dissoluzione, emigrò in Turchia acquisendone subito la cittadinanza e debuttando con la sua nuova squadra nazionale ai Campionati mondiali di Budapest dello stesso anno con il nuovo nome di Hafız Süleymanoğlu, dove però non riuscì a concludere la gara, avendo fallito due tentativi nella prova di slancio ed essersi infortunato, dopo aver chiuso al 1º posto la prova di strappo.
Nel 1991 vinse la medaglia d'oro ai Campionati europei di Władysławowo con 272,5 kg. nel totale, davanti al sovietico ex connazionale Viktor Sinjak (270 kg.).
L'anno seguente Süleymanoğlu partecipò alle Olimpiadi di Barcellona 1992, terminando anche qui fuori classifica per aver fallito i primi due tentativi di ingresso nella prova di strappo ed essersi poi ritirato.
Nel 1993 il limite della categoria dei pesi gallo fu elevato dall'IWF a 59 kg. ed in questa nuova categoria Süleymanoğlu ottenne la medaglia d'argento ai Campionati europei di Sofia con 290 kg. nel totale, dietro al bulgaro Nikolaj Pešalov (295 kg.). Qualche mese dopo ottenne la stessa medaglia anche ai Campionati mondiali di Melbourne con 295 kg. nel totale, battuto nuovamente da Pešalov (305 kg.).
Nel 1994 Süleymanoğlu fu ancora medaglia d'argento ai Campionati mondiali di Istanbul con 297,5 kg. nel totale, ancora dietro a Pešalov (302,5 kg.).
L'anno seguente Süleymanoğlu vinse la medaglia di bronzo ai Campionati europei di Varsavia con 297,5 kg. nel totale.
Nel 1996 prese parte alle Olimpiadi di Atlanta, ma anche in questa occasione, come quattro anni prima a Barcellona, non riuscì a portare a termine la gara, avendo fallito i tre tentativi nella prova di slancio, dopo aver chiuso al 5º posto la prova di strappo.
Nel 1997, dopo essere passato alla categoria superiore dei pesi piuma (fino a 64 kg.), vinse la medaglia d'oro ai Campionati europei di Rijeka con 307,5 kg. nel totale, battendo l'ungherese Zoltán Farkas (305 kg.). Qualche mese dopo vinse la medaglia d'argento ai Campionati mondiali di Chiang Mai con 315 kg. nel totale, terminando dietro al cinese Xiao Jiangang (317,5 kg.) e davanti all'azero Asif Məlikov (305 kg.).
Dopo una serie di risultati negativi e di contrasti con la Federazione turca di sollevamento pesi che lo portarono ad essere escluso dalla squadra nazionale turca, Süleymanoğlu decise di abbandonare l'attività agonistica alla fine del 1999, rientrando però nel 2003 in occasione dei Campionati europei di Loutraki, dove si classificò al 6º posto finale con 290 kg. nel totale nella nuova categoria dei pesi piuma (fino a 62 kg.).
Fu questo il suo ultimo impegno agonistico a livello internazionale.